# Rudolf Zimmer
Rudolf Zimmer (* 13. April 1878 in Ziegenhals; † 22. Juni 1959) war ein deutscher Politiker (Zentrum).

## Leben und Beruf
Nach dem Schulbesuch absolvierte er eine Lehrerausbildung und war anschließend im Schuldienst, zuletzt als Schulrat tätig. Zimmer war seit 1902 Mitglied der Deutschen Zentrumspartei und war zeitweise Orts- und Kreisvorsitzender. Nach 1945 gehörte er dem Hauptvorstand der Partei an. 

## Abgeordneter
Vom 20. April 1947 bis zum 4. Juli 1954 war Zimmer Mitglied des Landtags des Landes Nordrhein-Westfalen. Er rückte stets über die Landesliste seiner Partei in den Landtag ein.